# 御嵩町

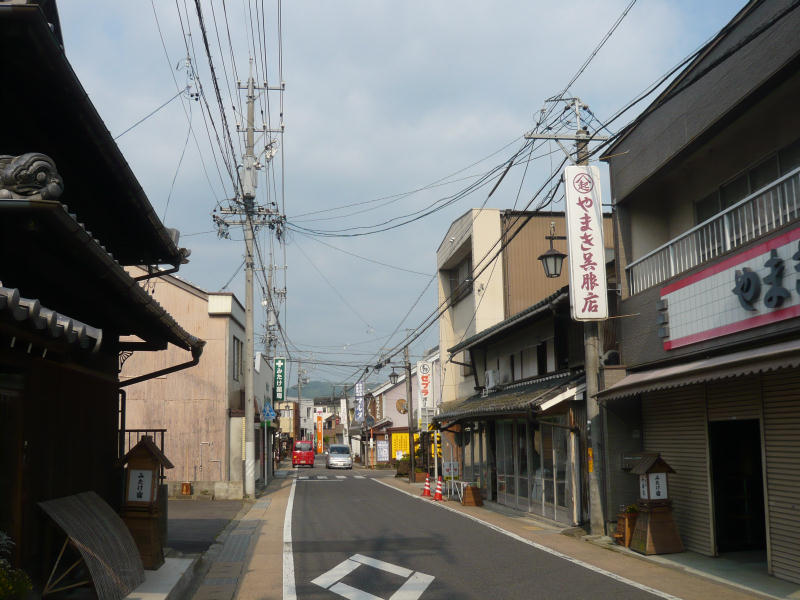
旧中山道と旧御嶽宿中心部

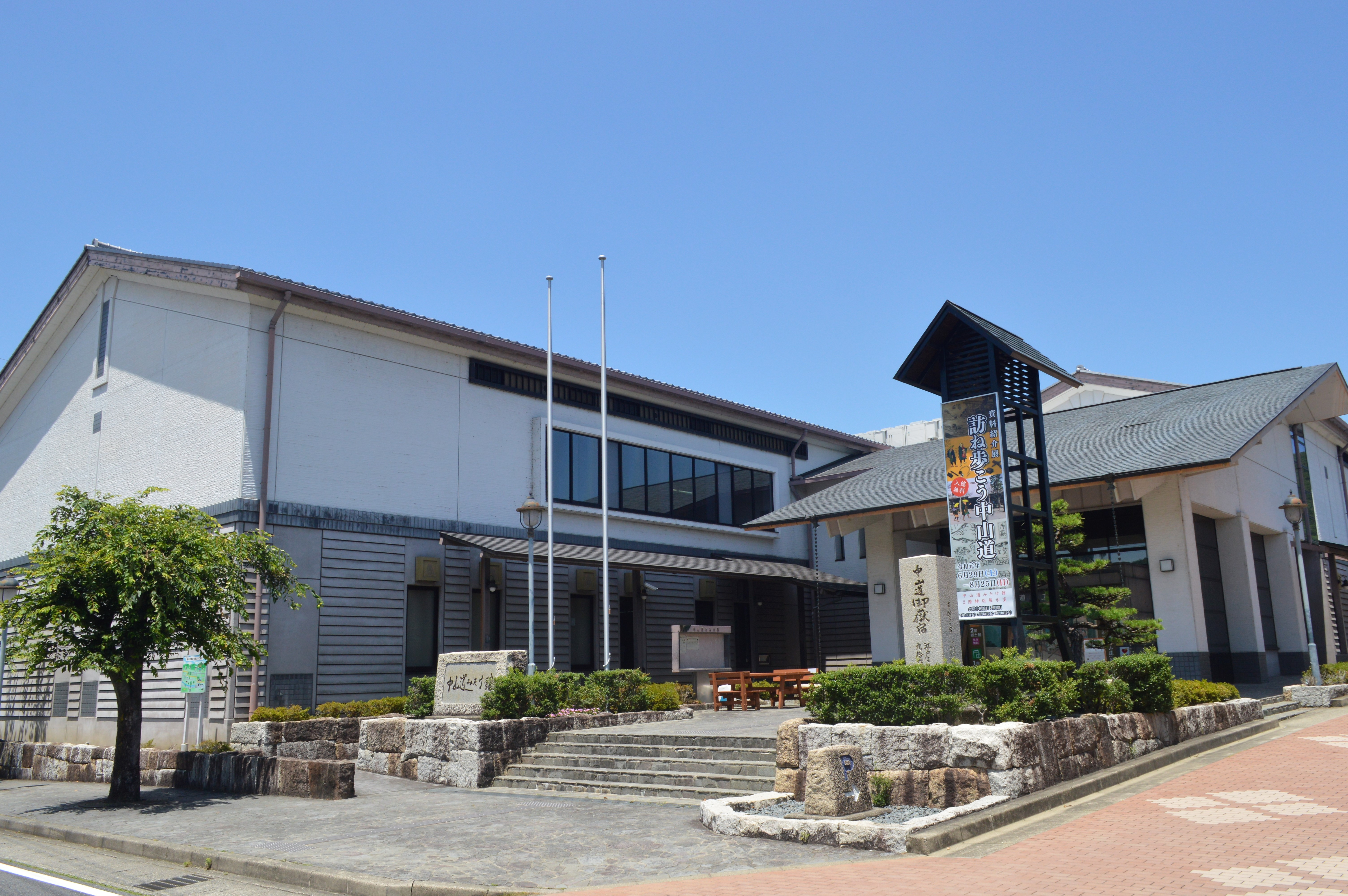
中山道みたけ館

御嵩町（みたけちょう）は、岐阜県可児郡の町。同郡に所属する唯一の町村である。また、岐阜県で唯一「環境モデル都市」に認定されている。

## 地理
岐阜県中南部、木曽川南岸に位置し、町内には一級河川の可児川が流れている。町の約60%が山林であり、中心部は濃尾平野の端部になっている。

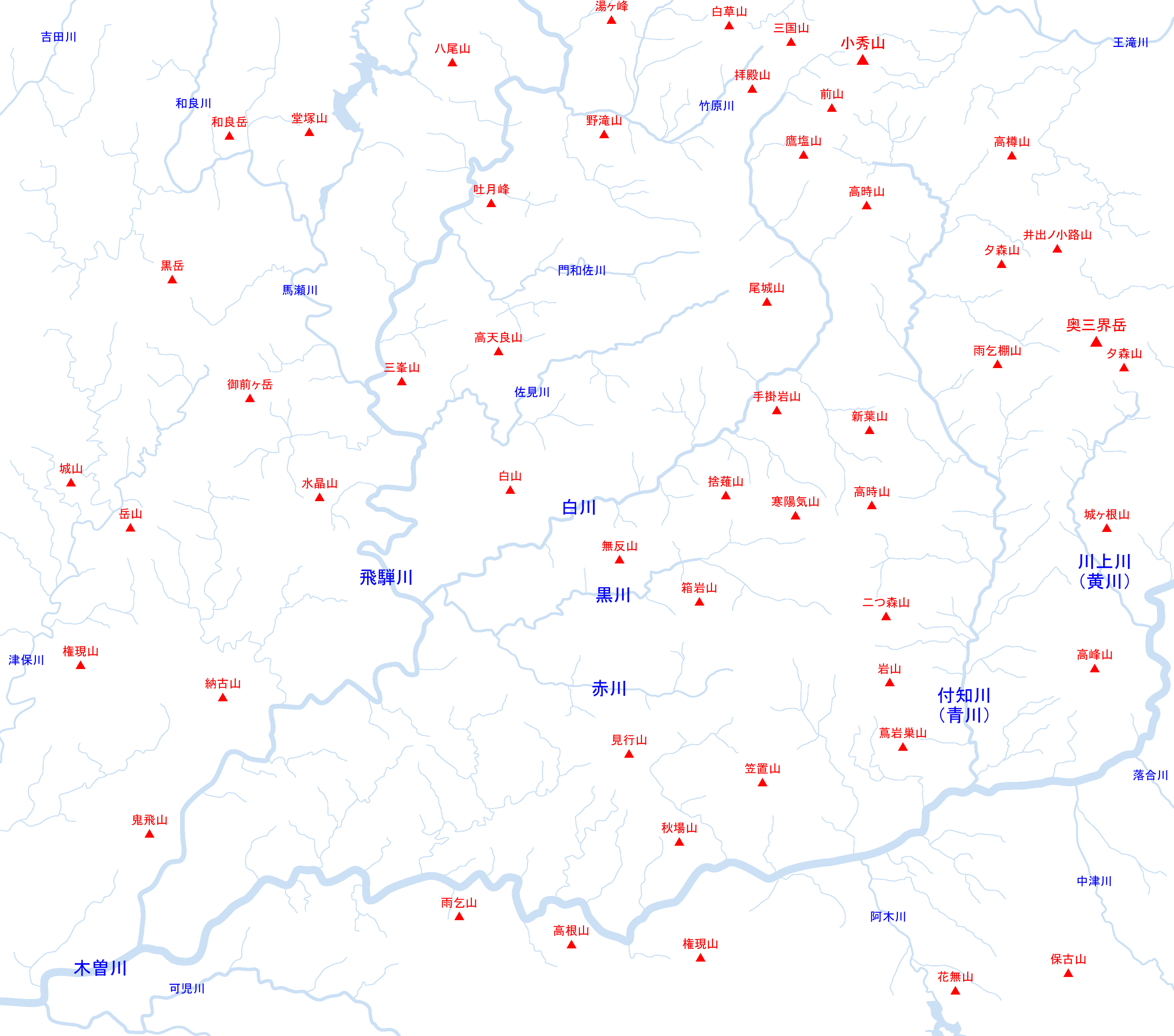
東濃五色川とその周辺の地理

- 山：八王子山、御嵩富士
- 河川：木曽川、可児川、津橋川、唐沢川
- 池：前沢池
- ダム：丸山ダム、前沢ダム

### 隣接する自治体
- 可児市、美濃加茂市、土岐市、瑞浪市、加茂郡八百津町
  - ただし、美濃加茂市とは直接行き来することができない。

### 人口
2000年前後に20,000人を超えたものの、以降は減少傾向である。
| |                                        |  |
| 御嵩町と全国の年齢別人口分布（2005年） | 御嵩町の年齢・男女別人口分布（2005年） |  |
| ■紫色 ― 御嵩町 ■緑色 ― 日本全国 | ■青色 ― 男性 ■赤色 ― 女性              |  |
| 御嵩町（に相当する地域）の人口の推移 \| 1970年（昭和45年） \| 14,798人 \| \| \| 1975年（昭和50年） \| 15,604人 \| \| \| 1980年（昭和55年） \| 16,794人 \| \| \| 1985年（昭和60年） \| 17,965人 \| \| \| 1990年（平成2年） \| 18,830人 \| \| \| 1995年（平成7年） \| 19,980人 \| \| \| 2000年（平成12年） \| 19,653人 \| \| \| 2005年（平成17年） \| 19,272人 \| \| \| 2010年（平成22年） \| 18,824人 \| \| \| 2015年（平成27年） \| 18,111人 \| \| \| 2020年（令和2年） \| 17,516人 \| \| |                                        |  |
| 総務省統計局 国勢調査より |                                        |  |
| 1970年（昭和45年） | 14,798人                               |  |
| 1975年（昭和50年） | 15,604人                               |  |
| 1980年（昭和55年） | 16,794人                               |  |
| 1985年（昭和60年） | 17,965人                               |  |
| 1990年（平成2年） | 18,830人                               |  |
| 1995年（平成7年） | 19,980人                               |  |
| 2000年（平成12年） | 19,653人                               |  |
| 2005年（平成17年） | 19,272人                               |  |
| 2010年（平成22年） | 18,824人                               |  |
| 2015年（平成27年） | 18,111人                               |  |
| 2020年（令和2年） | 17,516人                               |  |

### 地名
- 御嵩

旧中町
- 中
- 顔戸
- 古屋敷

旧伏見町
- 伏見
- 比衣
- 上恵土

旧上之郷村
- 上之郷
- 井尻
- 謡坂
- 大久後
- 小原
- 小和沢
- 西洞
- 次月
- 宿
- 津橋
- 中切
- 前沢
- 美佐野

## 歴史
かつて御嵩地区南山付近に御嵩城、顔戸地区に顔戸城があり、近世には中山道の宿場町である御嶽宿と伏見宿があった。
明治・大正期は、郡役所、警察署が置かれ、加えて美濃東部では初めての旧制中学校（現在の岐阜県立東濃高等学校）が設置されるなど、可児郡の中心地であった。
- 1879年（明治12年） - 可児郡が発足し、御嵩に可児郡役所が設置される。現在の御嵩町、可児市以外に、旧可児郡の町村だった多治見市の土岐川北岸などの地域を管轄。
- 1889年（明治22年） - 町村制施行により、可児郡御嵩村の区域をもって御嵩町が成立。
- 1955年（昭和30年）
  - 2月1日 - 中町・伏見町・上之郷村と新設合併し、改めて御嵩町が発足。
  - 4月1日 - 大字中恵土を可児町へ編入。
- 1957年（昭和32年）4月1日 - 土岐市の一部（泉町定林寺字次月）を編入。
- 1985年（昭和60年）- 御嵩警察署が可児市へ移転。

### 変遷表
| 明治元年 | 明治7年 9月              | 明治8年 1月-6月     | 明治12年 2月18日 郡区町村 編制法施行 | 明治13年10月               | 明治22年 7月1日 町村制施行 | 昭和24年 4月1日             | 昭和27年 6月1日           | 昭和30年 2月1日        | 昭和30年 4月1日                                                        | 昭和32年 4月1日                                           | 現在   |
| -------- | ------------------------ | ------------------- | ------------------------------------ | -------------------------- | -------------------------- | --------------------------- | ------------------------- | ---------------------- | ---------------------------------------------------------------------- | --------------------------------------------------------- | ------ |
| 上野村   | 明治7年9月 上恵土村      | 上恵土村            | 伏見村                               | 伏見村                     | 伏見村                     | 昭和24年 4月1日 町制 伏見町 | 可児郡 伏見町             | 昭和30年 2月1日 御嵩町 | 昭和30年 4月1日 中恵土(旧・上野村と 旧・前波村)を 可児郡 可児町 に編入 | 可児町                                                    | 可児市 |
| 前波村   | 明治7年9月 上恵土村      | 上恵土村            | 伏見村                               | 伏見村                     | 伏見村                     | 昭和24年 4月1日 町制 伏見町 | 可児郡 伏見町             | 昭和30年 2月1日 御嵩町 | 昭和30年 4月1日 中恵土(旧・上野村と 旧・前波村)を 可児郡 可児町 に編入 | 可児町                                                    | 可児市 |
| 新村     | 明治7年9月 上恵土村      | 上恵土村            | 伏見村                               | 伏見村                     | 伏見村                     | 昭和24年 4月1日 町制 伏見町 | 可児郡 伏見町             | 昭和30年 2月1日 御嵩町 | 御嵩町                                                                 | 昭和32年 4月1日 土岐市 泉町 定林寺 字・次月 を編入 御嵩町 | 御嵩町 |
| 本郷村   | 明治7年9月 上恵土村      | 上恵土村            | 伏見村                               | 伏見村                     | 伏見村                     | 昭和24年 4月1日 町制 伏見町 | 可児郡 伏見町             | 昭和30年 2月1日 御嵩町 | 御嵩町                                                                 | 昭和32年 4月1日 土岐市 泉町 定林寺 字・次月 を編入 御嵩町 | 御嵩町 |
| 伏見村   | 伏見村                   | 伏見村              | 伏見村                               | 伏見村                     | 伏見村                     | 昭和24年 4月1日 町制 伏見町 | 可児郡 伏見町             | 昭和30年 2月1日 御嵩町 | 御嵩町                                                                 | 昭和32年 4月1日 土岐市 泉町 定林寺 字・次月 を編入 御嵩町 | 御嵩町 |
| 比衣村   | 比衣村                   | 比衣村              | 伏見村                               | 伏見村                     | 伏見村                     | 昭和24年 4月1日 町制 伏見町 | 可児郡 伏見町             | 昭和30年 2月1日 御嵩町 | 御嵩町                                                                 | 昭和32年 4月1日 土岐市 泉町 定林寺 字・次月 を編入 御嵩町 | 御嵩町 |
| 中村     | 中村                     | 中村                | 中村                                 | 中村                       | 中村                       | 中村                        | 昭和27年 6月1日 町制 中町 | 昭和30年 2月1日 御嵩町 | 御嵩町                                                                 | 昭和32年 4月1日 土岐市 泉町 定林寺 字・次月 を編入 御嵩町 | 御嵩町 |
| 顔戸村   | 顔戸村                   | 顔戸村              | 中村                                 | 中村                       | 中村                       | 中村                        | 昭和27年 6月1日 町制 中町 | 昭和30年 2月1日 御嵩町 | 御嵩町                                                                 | 昭和32年 4月1日 土岐市 泉町 定林寺 字・次月 を編入 御嵩町 | 御嵩町 |
| 古屋敷村 | 古屋敷村                 | 古屋敷村            | 中村                                 | 中村                       | 中村                       | 中村                        | 昭和27年 6月1日 町制 中町 | 昭和30年 2月1日 御嵩町 | 御嵩町                                                                 | 昭和32年 4月1日 土岐市 泉町 定林寺 字・次月 を編入 御嵩町 | 御嵩町 |
| 御嵩村   | 御嵩村                   | 明治8年6月 御嵩村   | 御嵩村                               | 御嵩村                     | 御嵩村                     | 御嵩村                      | 御嵩村                    | 昭和30年 2月1日 御嵩町 | 御嵩町                                                                 | 昭和32年 4月1日 土岐市 泉町 定林寺 字・次月 を編入 御嵩町 | 御嵩町 |
| 送木村   | 送木村                   | 明治8年6月 御嵩村   | 御嵩村                               | 御嵩村                     | 御嵩村                     | 御嵩村                      | 御嵩村                    | 昭和30年 2月1日 御嵩町 | 御嵩町                                                                 | 昭和32年 4月1日 土岐市 泉町 定林寺 字・次月 を編入 御嵩町 | 御嵩町 |
| 綱木村   | 綱木村                   | 明治8年1月 上之郷村 | 上之郷村                             | 上之郷村                   | 上之郷村                   | 上之郷村                    | 上之郷村                  | 昭和30年 2月1日 御嵩町 | 御嵩町                                                                 | 昭和32年 4月1日 土岐市 泉町 定林寺 字・次月 を編入 御嵩町 | 御嵩町 |
| 林垣外村 | 林垣外村                 | 明治8年1月 上之郷村 | 上之郷村                             | 上之郷村                   | 上之郷村                   | 上之郷村                    | 上之郷村                  | 昭和30年 2月1日 御嵩町 | 御嵩町                                                                 | 昭和32年 4月1日 土岐市 泉町 定林寺 字・次月 を編入 御嵩町 | 御嵩町 |
| 谷村     | 谷村                     | 明治8年1月 上之郷村 | 上之郷村                             | 上之郷村                   | 上之郷村                   | 上之郷村                    | 上之郷村                  | 昭和30年 2月1日 御嵩町 | 御嵩町                                                                 | 昭和32年 4月1日 土岐市 泉町 定林寺 字・次月 を編入 御嵩町 | 御嵩町 |
| 井尻村   | 井尻村                   | 明治8年1月 上之郷村 | 上之郷村                             | 明治13年10月 分立 井尻村   | 上之郷村                   | 上之郷村                    | 上之郷村                  | 昭和30年 2月1日 御嵩町 | 御嵩町                                                                 | 昭和32年 4月1日 土岐市 泉町 定林寺 字・次月 を編入 御嵩町 | 御嵩町 |
| 中切村   | 明治7年9月 改称 上中切村 | 明治8年1月 上之郷村 | 上之郷村                             | 明治13年10月 分立 中切村   | 上之郷村                   | 上之郷村                    | 上之郷村                  | 昭和30年 2月1日 御嵩町 | 御嵩町                                                                 | 昭和32年 4月1日 土岐市 泉町 定林寺 字・次月 を編入 御嵩町 | 御嵩町 |
| 宿村     | 宿村                     | 明治8年1月 上之郷村 | 上之郷村                             | 明治13年10月 分立 宿村     | 上之郷村                   | 上之郷村                    | 上之郷村                  | 昭和30年 2月1日 御嵩町 | 御嵩町                                                                 | 昭和32年 4月1日 土岐市 泉町 定林寺 字・次月 を編入 御嵩町 | 御嵩町 |
| 美佐野村 | 美佐野村                 | 明治8年1月 上之郷村 | 上之郷村                             | 明治13年10月 分立 美佐野村 | 上之郷村                   | 上之郷村                    | 上之郷村                  | 昭和30年 2月1日 御嵩町 | 御嵩町                                                                 | 昭和32年 4月1日 土岐市 泉町 定林寺 字・次月 を編入 御嵩町 | 御嵩町 |
| 次月村   | 次月村                   | 明治8年1月 上之郷村 | 上之郷村                             | 明治13年10月 分立 次月村   | 上之郷村                   | 上之郷村                    | 上之郷村                  | 昭和30年 2月1日 御嵩町 | 御嵩町                                                                 | 昭和32年 4月1日 土岐市 泉町 定林寺 字・次月 を編入 御嵩町 | 御嵩町 |
| 津橋村   | 津橋村                   | 明治8年1月 上之郷村 | 上之郷村                             | 明治13年10月 分立 津橋村   | 上之郷村                   | 上之郷村                    | 上之郷村                  | 昭和30年 2月1日 御嵩町 | 御嵩町                                                                 | 昭和32年 4月1日 土岐市 泉町 定林寺 字・次月 を編入 御嵩町 | 御嵩町 |
| 前沢村   | 前沢村                   | 明治8年1月 上之郷村 | 上之郷村                             | 明治13年10月 分立 前沢村   | 上之郷村                   | 上之郷村                    | 上之郷村                  | 昭和30年 2月1日 御嵩町 | 御嵩町                                                                 | 昭和32年 4月1日 土岐市 泉町 定林寺 字・次月 を編入 御嵩町 | 御嵩町 |
| 謡坂村   | 謡坂村                   | 明治8年1月 上之郷村 | 上之郷村                             | 明治13年10月 分立 謡坂村   | 上之郷村                   | 上之郷村                    | 上之郷村                  | 昭和30年 2月1日 御嵩町 | 御嵩町                                                                 | 昭和32年 4月1日 土岐市 泉町 定林寺 字・次月 を編入 御嵩町 | 御嵩町 |
| 小原村   | 小原村                   | 明治8年1月 上之郷村 | 上之郷村                             | 明治13年10月 分立 小原村   | 上之郷村                   | 上之郷村                    | 上之郷村                  | 昭和30年 2月1日 御嵩町 | 御嵩町                                                                 | 昭和32年 4月1日 土岐市 泉町 定林寺 字・次月 を編入 御嵩町 | 御嵩町 |
| 樋ヶ洞村 | 樋ヶ洞村                 | 明治8年1月 上之郷村 | 上之郷村                             | 明治13年10月 分立 小原村   | 上之郷村                   | 上之郷村                    | 上之郷村                  | 昭和30年 2月1日 御嵩町 | 御嵩町                                                                 | 昭和32年 4月1日 土岐市 泉町 定林寺 字・次月 を編入 御嵩町 | 御嵩町 |
| 西洞村   | 西洞村                   | 明治8年1月 上之郷村 | 上之郷村                             | 明治13年10月 分立 西洞村   | 上之郷村                   | 上之郷村                    | 上之郷村                  | 昭和30年 2月1日 御嵩町 | 御嵩町                                                                 | 昭和32年 4月1日 土岐市 泉町 定林寺 字・次月 を編入 御嵩町 | 御嵩町 |
| 小和沢村 | 小和沢村                 | 明治8年1月 上之郷村 | 上之郷村                             | 明治13年10月 分立 小和沢村 | 上之郷村                   | 上之郷村                    | 上之郷村                  | 昭和30年 2月1日 御嵩町 | 御嵩町                                                                 | 昭和32年 4月1日 土岐市 泉町 定林寺 字・次月 を編入 御嵩町 | 御嵩町 |
| 大久後村 | 大久後村                 | 明治8年1月 上之郷村 | 上之郷村                             | 明治13年10月 分立 大久後村 | 上之郷村                   | 上之郷村                    | 上之郷村                  | 昭和30年 2月1日 御嵩町 | 御嵩町                                                                 | 昭和32年 4月1日 土岐市 泉町 定林寺 字・次月 を編入 御嵩町 | 御嵩町 |

### 産業廃棄物処理場問題
御嵩町では1991年以降、産業廃棄物処分場計画で大きく揺れ動き、1996年には反対派町長への盗聴事件や町長襲撃事件が発生した。産廃処分場計画との関連性が指摘され、盗聴事件については2グループ11人が検挙されたが、襲撃事件については犯人が特定できないまま2011年10月に襲撃事件の公訴時効が成立。なお、同計画は頓挫し、2008年3月、寿和工業が県に提出していた処分場建設の許可申請を取り下げることで決着した。

#### 産業廃棄物処理場問題の経過
- 1991年8月-　産業廃棄物処理業者である寿和工業株式会社（としわこうぎょう、本社：可児市。現：株式会社フィルテック[2][注釈 1]）が、御嵩町に産廃処分場の建設を計画。
- 1992年10月-　町が岐阜県に「不適当な施設」と意見書報告。
- 1995年2月-　町と寿和工業が、住民への説明なしに振興協力金名目で35億円の支払を盛込んだ協定を締結。
- 1995年2月-　町が県への意見書を「やむを得ない」に変更。
- 1995年4月-　町長選で、処分場反対派の元NHK解説委員・柳川喜郎が初当選。
- 1995年9月-　町が県に許可手続きの一時凍結を要請。
- 1996年10月-　御嵩町長襲撃事件が発生。処分場反対派の町長が一時意識不明の重体となる。
- 1996年12月-　住民請求により、産廃処分場建設の賛否を問う住民投票条例制定を直接請求。
- 1997年1月-　御嵩町議会、住民投票条例案を可決。
- 1997年6月-　産廃処分場計画を争点に日本国内では初となる住民投票を実施。投票率87.50％、反対79.65％と、反対派が圧勝。
- 1997年6月～7月-　柳川町長宅電話盗聴容疑等で岐阜県警が興信所所長らを逮捕。
- 1997年7月-　町が県に「住民投票の結果を尊重する」と伝える。
- 1998年6月～7月-　別の盗聴グループを岐阜県警が逮捕。
- 1998年11月-　町などの呼びかけで「全国産廃問題市町村連絡会」設立。
- 2005年4月-　古田肇岐阜県知事が、柳川町長と会談（知事と町長の会談は10年ぶり）。
- 2007年3月-　柳川町長が次回町長選に出馬しないことを表明。
- 2007年4月-　建設反対派で柳川が支援した渡辺公夫が新町長に当選。
- 2007年4月-　古田知事・柳川町長・清水寿和工業社長が県庁にて三者会談。
- 2008年3月-　古田知事・渡辺町長・清水寿和工業社長が県庁にて三者会談。寿和工業が県に提出していた処分場建設の許可申請を取り下げることで合意。

## 行政

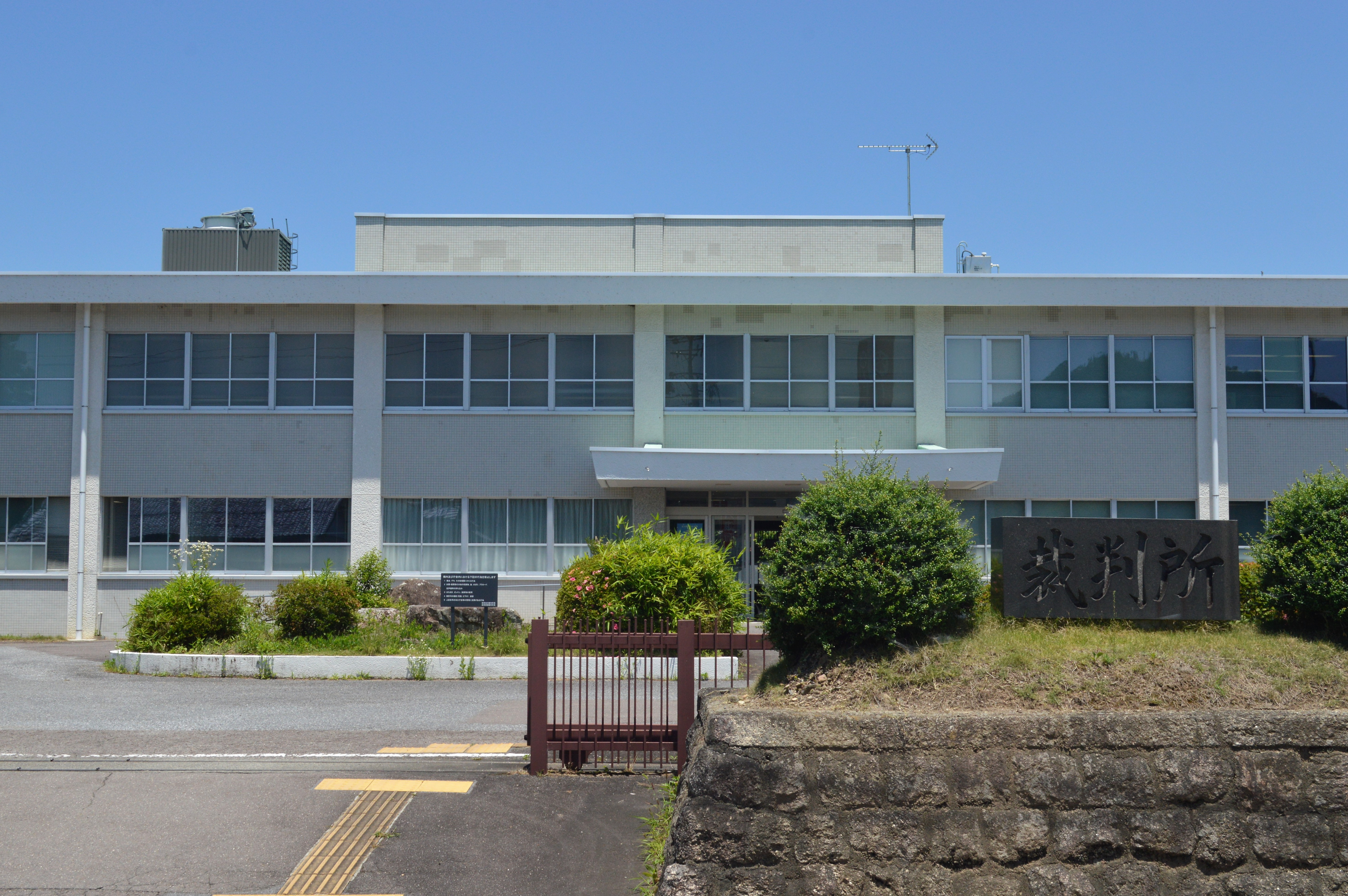
御嵩簡易裁判所

### 町長
- 初代：伊崎隆三（1955年～1967年、3期）
- 2代目：野呂誠（1967年～1975年、2期）
- 3代目：原貞雄（1975年～1979年、1期）
- 4代目：平井儀男（1979年～1995年、4期）
- 5代目：柳川喜郎（1995年～2007年4月26日、3期）
- 6代目：渡辺公夫（2007年4月27日～2023年7月4日、4期）
- 7代目：渡辺幸伸（2023年7月5日〜）

### 議会
- 定数：12人[4]
- 任期：2023年（令和5年）7月26日 - 2027年（令和9年）7月25日

## 施設

### 官公庁
かつては町内に警察署と岐阜地方法務局の支局が存在したが、前者は可児市、後者は美濃加茂市にそれぞれ移転した。
- 岐阜地方裁判所御嵩支部
- 岐阜家庭裁判所御嵩支部
- 御嵩簡易裁判所
- 岐阜地方検察庁御嵩支部
  - 御嵩区検察庁
- 可茂消防事務組合南消防署
  - 御嵩分署
- 岐阜県警察可児警察署
  - 御嵩交番（御嵩警察署跡地）
  - 伏見駐在所
  - 上之郷駐在所
- 御嵩町役場
  - 上之郷出張所
  - 中出張所
  - 伏見出張所

### 公共施設
- 御嵩公民館
- 中公民館
- 伏見公民館
- 上之郷公民館
- 御嵩町B&G海洋センター
- 御嵩町立綱木グランド
- 中山道みたけ館
  - 御嵩町図書館
  - 御嵩町郷土館
- 竹屋資料館

### 医療機関
- 医療法人忠知会 桃井病院[5]

## 産業

御嵩口駅から出荷される亜炭（1959年）

特産物として、希少大豆を使用して作られる独特の赤味噌「みたけ味噌」がある。また「みたけ味噌」を使用した豚ホルモン焼き「みたけとんちゃん」がある。

### 工業
可児市との境界付近の上恵土地区に、老舗タイルメーカーの「不二見セラミック」本社工場があったが、2006年8月に倒産した。跡地にはショッピングセンターのラスパ御嵩が建設された。
- 平芝工業団地 - 自動車関連企業を中心に10社が操業する工業団地。
- グリーンテクノみたけ - 自動車関連企業を中心に14社が操業する工業団地。1998年8月分譲開始、東海環状自動車道（東回りルート）開通を機に全区画が完売。
- 太陽社電気 御嵩工場

### 鉱業
かつては石炭の一種である亜炭の一大産出地であった。1869年（明治2年）に炭脈が発見されて以後、1947年（昭和22年）頃をピークに100を超える炭鉱が開山、最盛期には全国産出量の4分の1以上を占め、炭鉱の町として栄えたが、一方で1957年（昭和32年）10月24日には、水没した廃坑から掘削現場へ水が流入して12人が死亡するなどの事故も発生した。1968年（昭和43年）までに全ての炭鉱が閉山した。

#### 坑道と陥没
御嵩町では亜炭の採掘が盛んであったため、現在もその坑道が残っている。坑道は、西は上恵土の木曽川付近から東は中切辺りまで広く存在する。坑道があるのはほとんどが平地で、大久後などの山地にはほとんどない。坑道には深度15メートル以下の空洞もあり陥没の危険性も高い。逆に深度が50メートルを超える空洞には地下水が溜まっている可能性が高く、土の圧力に対して抵抗力があるため陥没の危険性は比較的低いとされている。
実際に町の至る所で小さな陥没が報告されており、大きなものでは2010年10月に顔戸（ごうど）地区で道路と周辺家屋が陥没している。
近年、空洞を支える柱の劣化により、町の至るところで陥没事故が発生するようになった。大規模地震が発生した際には町全体が陥没する可能性があり、町は対策に追われているが、町にある坑道を埋めるためには500億円から1,000億円の費用がかかるとされており、予算不足などから抜本的な解決には至っていない。

## 教育

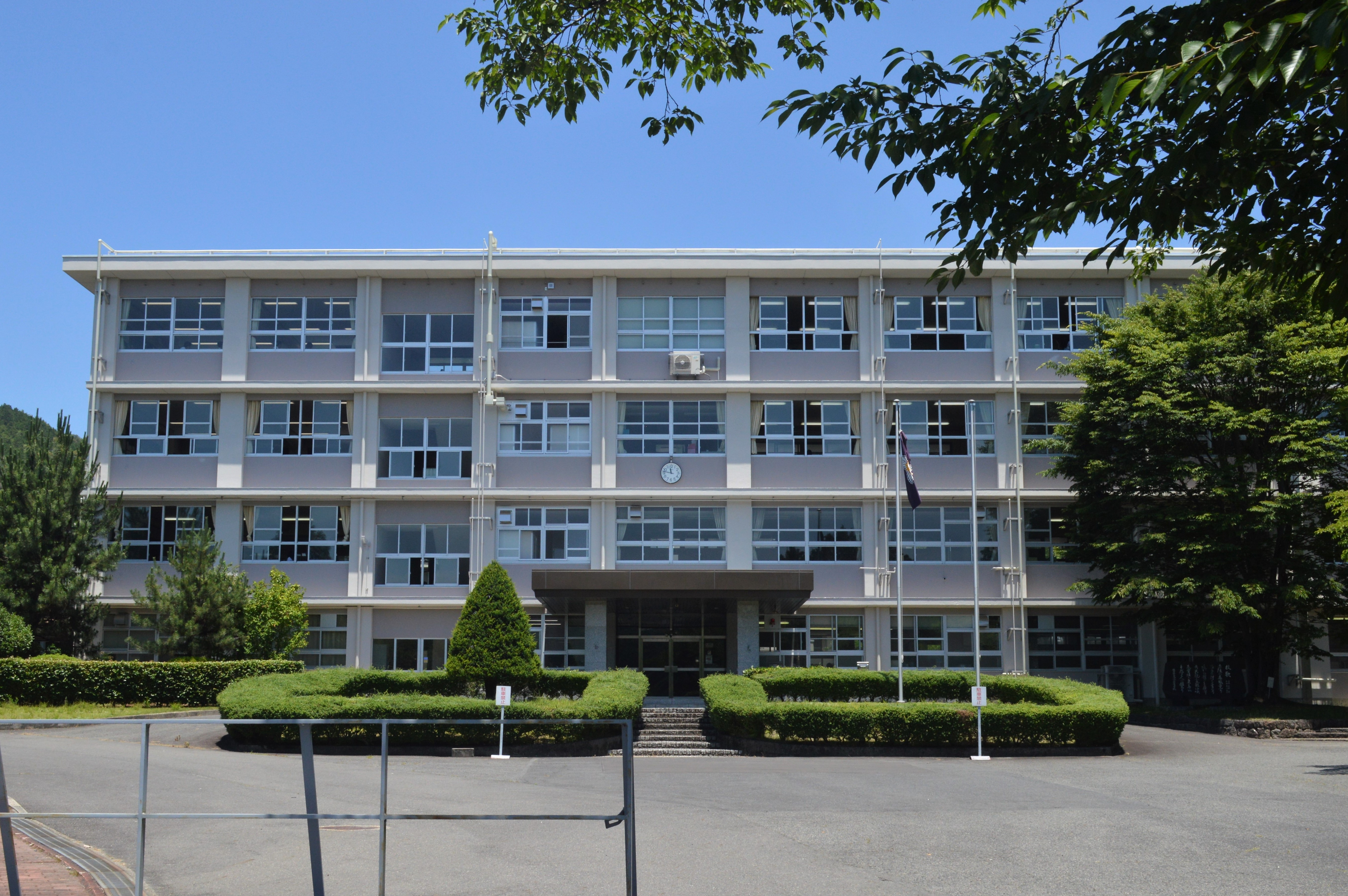
岐阜県立東濃高等学校

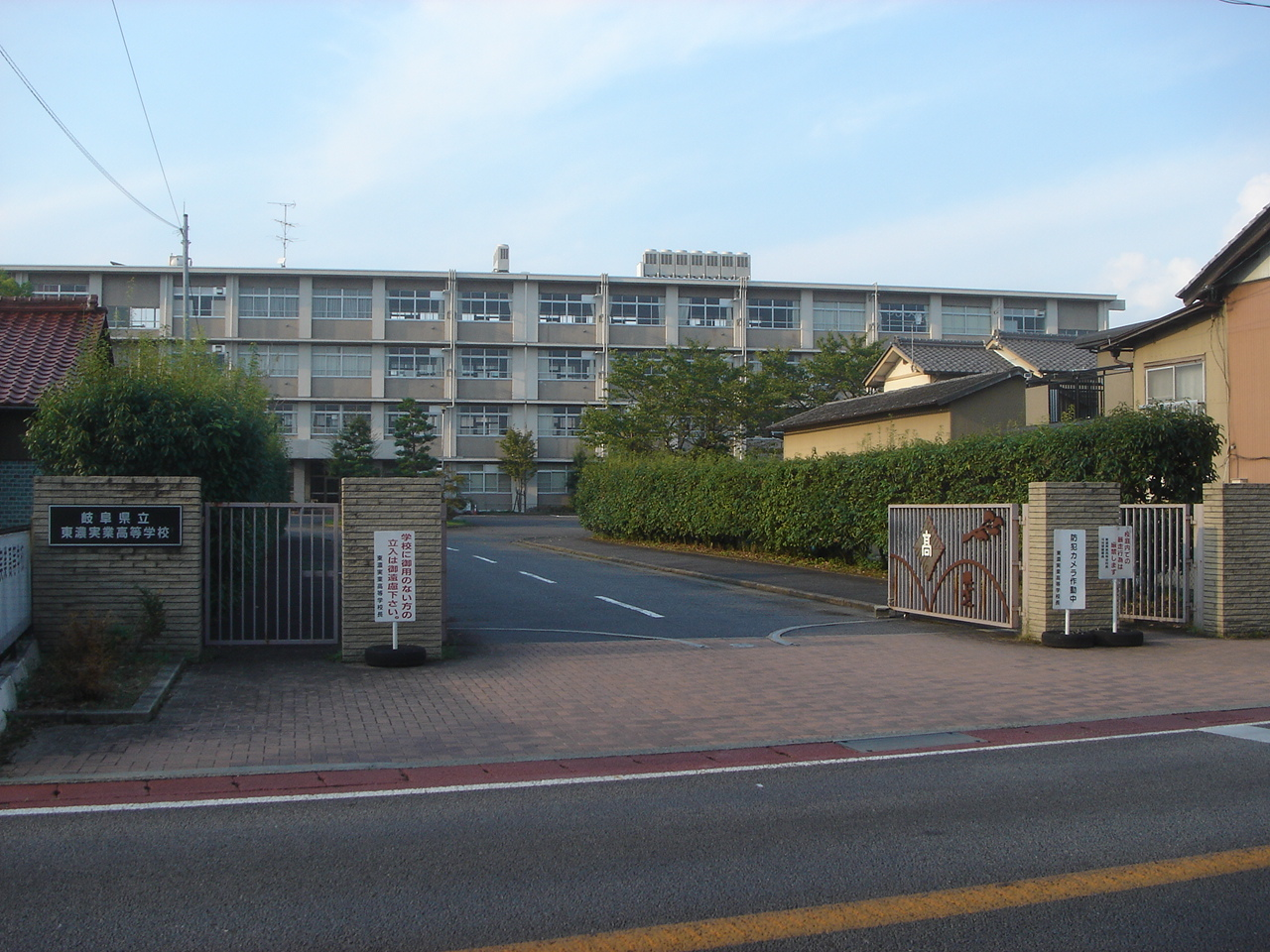
岐阜県立東濃実業高等学校

### 高等学校
- 岐阜県立東濃高等学校
- 岐阜県立東濃実業高等学校

### 中学校
- 御嵩町立上之郷中学校
- 御嵩町立向陽中学校
- 可児市御嵩町中学校組合立共和中学校

### 小学校
- 御嵩町立上之郷小学校
- 御嵩町立御嵩小学校
- 御嵩町立伏見小学校

## 交通

### 鉄道
名古屋鉄道（名鉄）

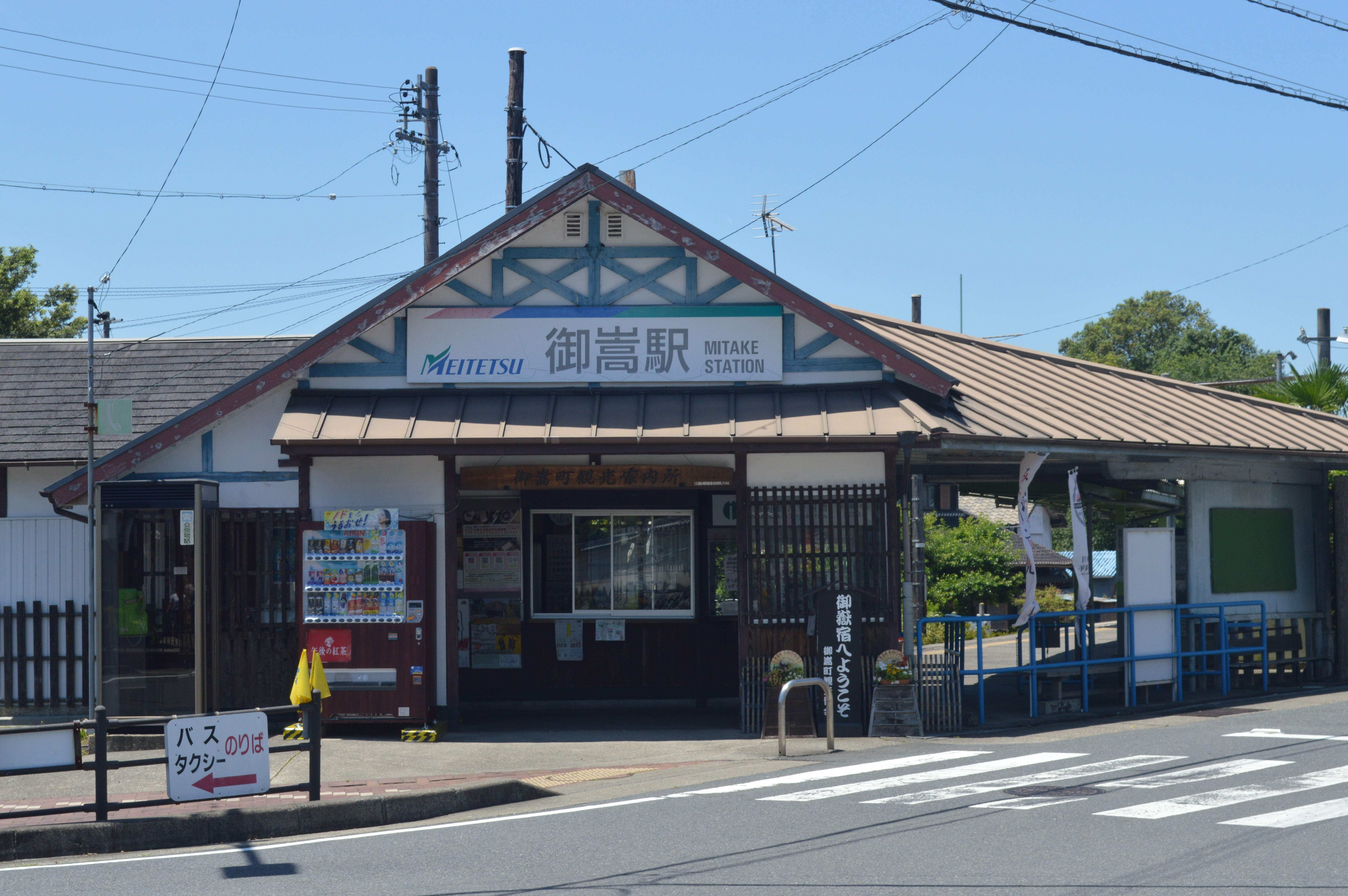
名鉄広見線御嵩駅

- 名鉄広見線：顔戸駅 - 御嵩口駅 - 御嵩駅

伏見地区からは、可児市にある明智駅（名鉄広見線）が最寄駅となる。

### バス
- ふれあいバス - 御嵩町のコミュニティバス。
- YAOバス - 八百津町のコミュニティバス。御嵩町内に「東実東」バス停がある。
- 可児市コミュニティバス - 2010年より兼山線がラスパ御嵩に乗り入れ開始。

### 道路

#### 高速道路
- 東海環状自動車道
  - 可児御嵩インターチェンジ - IC自体は可児市にあるが、バイパスを少し東へ進むとすぐに御嵩町に入る。

#### 一般国道
- 国道21号（可児御嵩バイパス）
- 国道21号（伏見顔戸街道：旧道）

#### 一般県道
- 岐阜県道65号恵那御嵩線
- 岐阜県道83号多治見白川線
- 岐阜県道341号御嵩可児線
- 岐阜県道351号御嵩川辺線
- 岐阜県道358号井尻八百津線
- 岐阜県道366号飛騨木曽川公園線
- 岐阜県道381号多治見八百津線

#### 町内の道路通称名
- 犬山街道（岐阜県道122号御嵩犬山線の一部、岐阜県道381号多治見八百津線）
- 中山道（国道21号の旧道）
- 伏見顔戸街道（国道21号の旧道）

## 名所・旧跡・観光スポット・祭事・催事

### 観光

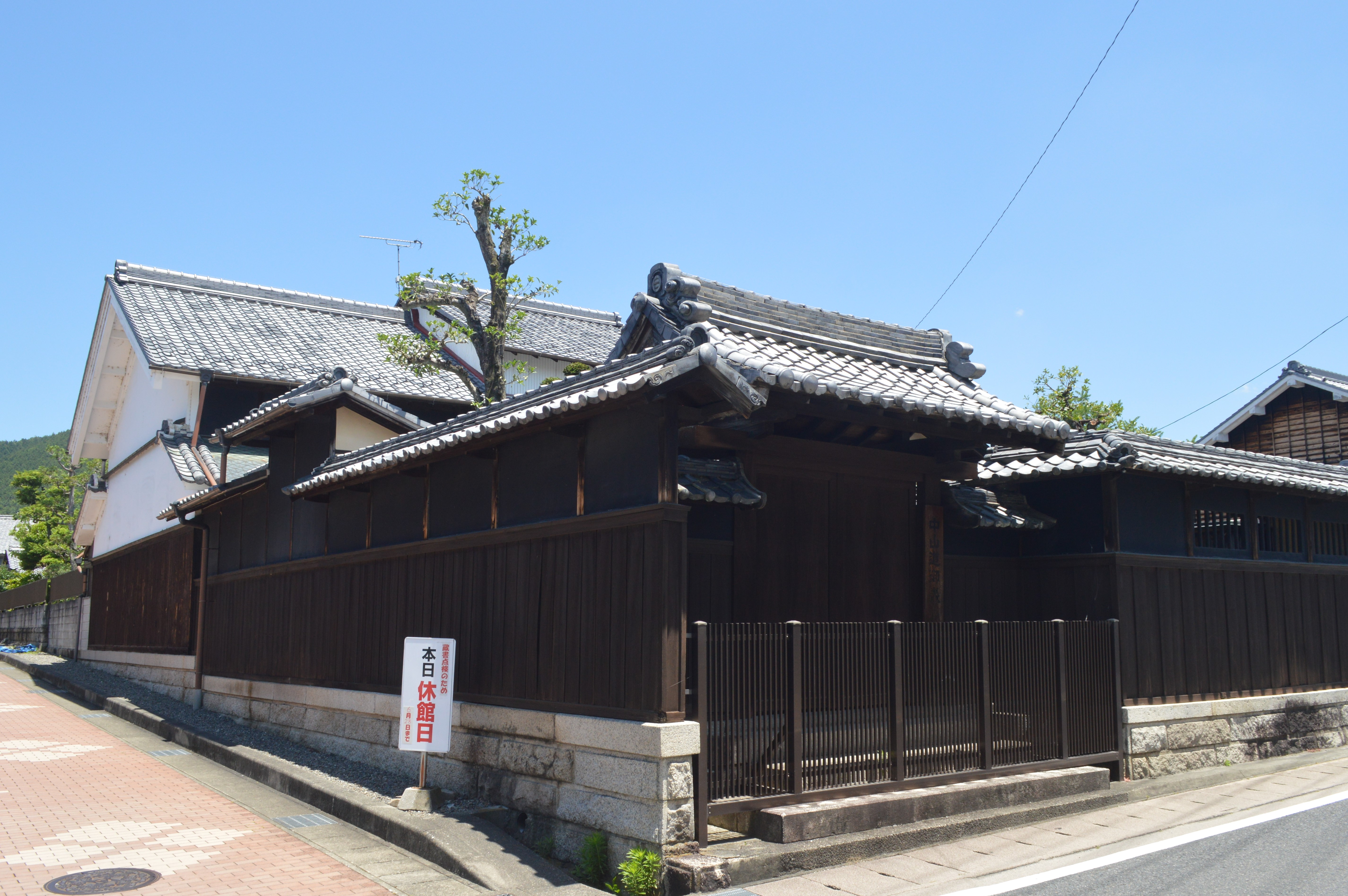
中山道御嶽宿本陣

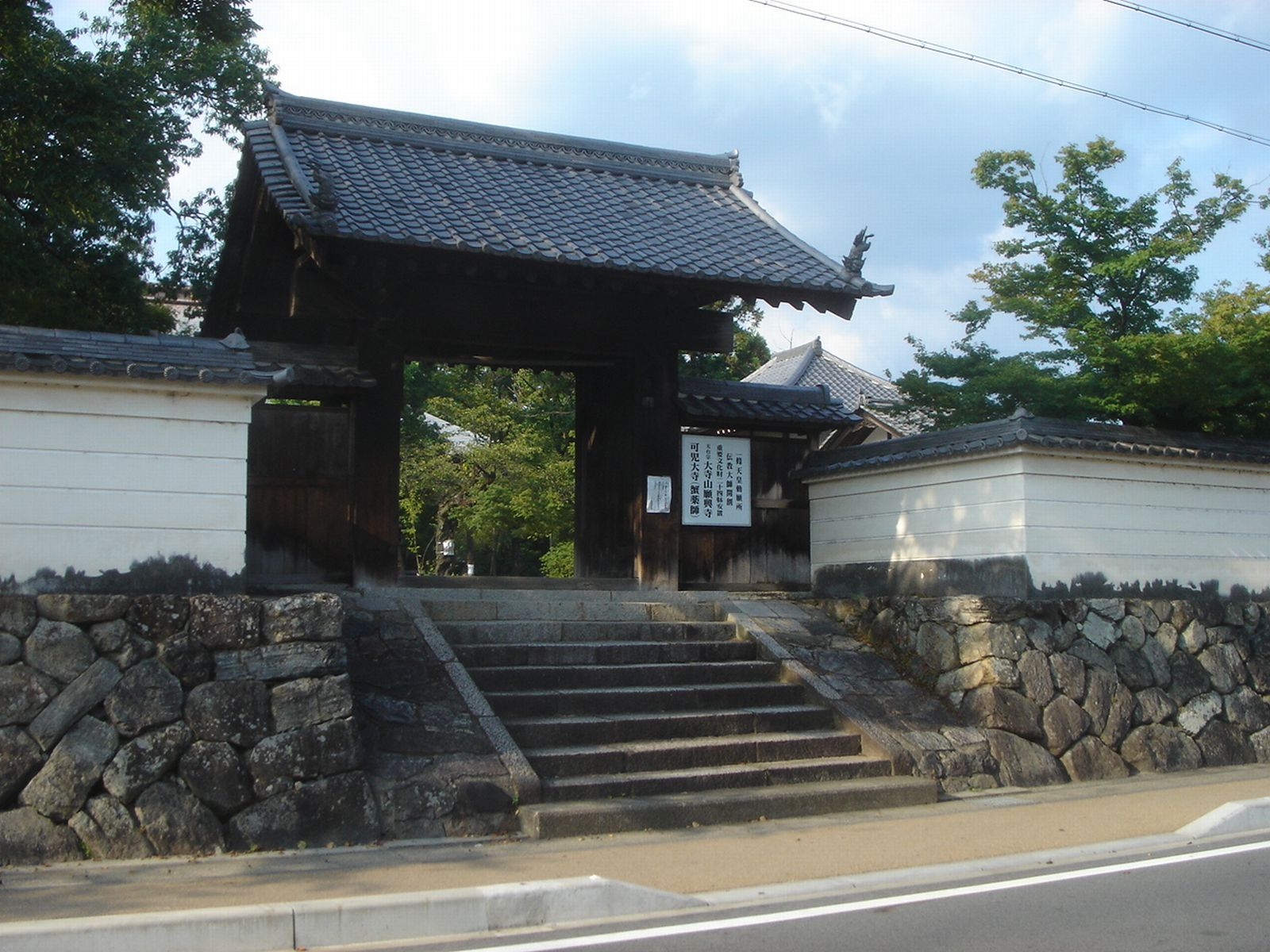
願興寺

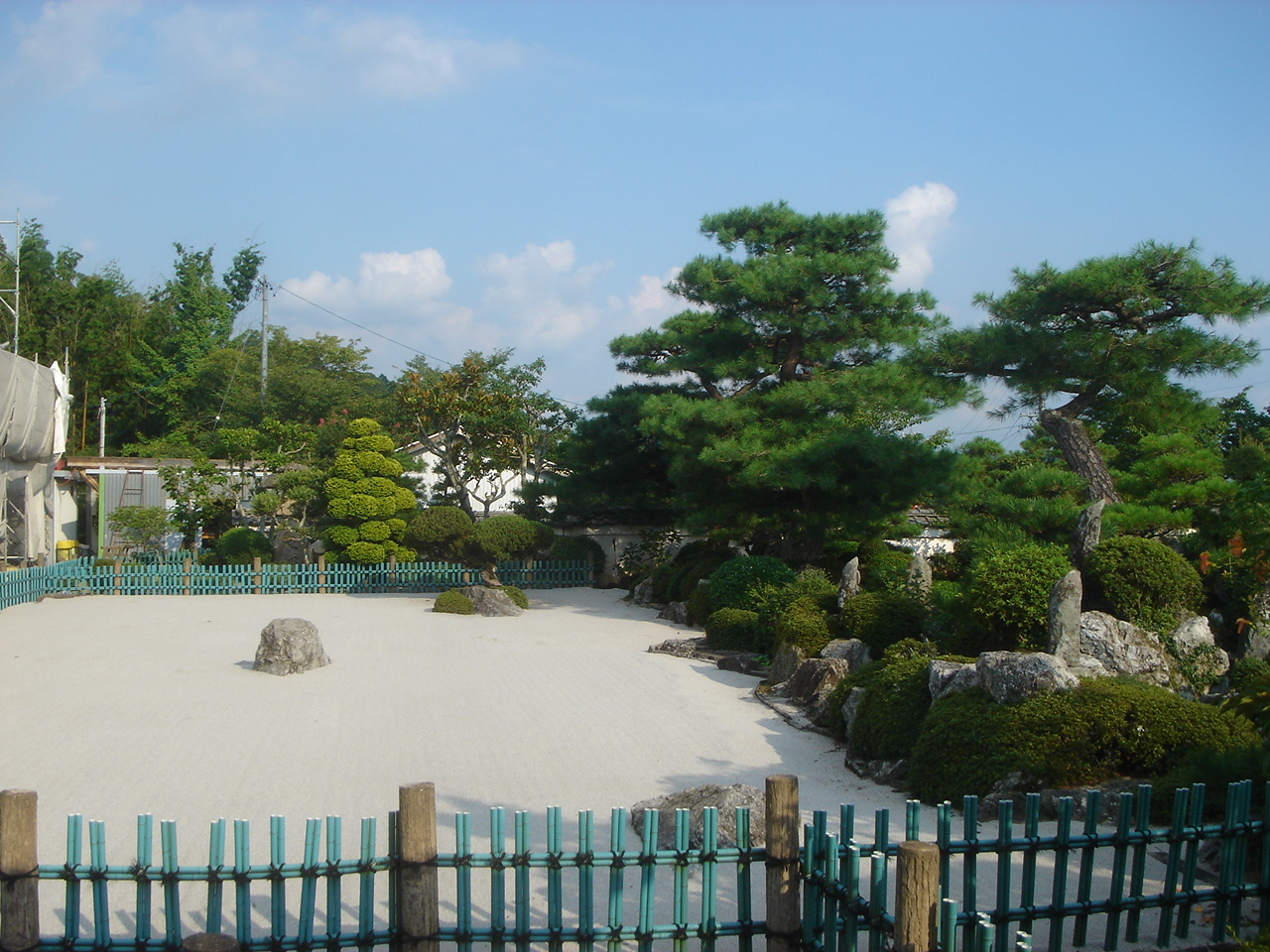
愚渓寺石庭

- 鬼岩公園
  - 鬼岩温泉
- 生活環境保全林「みたけの森」

### 寺院
- 愚渓寺
- 願興寺
- 洞興寺
- 寶積寺
- 淨覺寺
- 正願寺
- 吉祥寺
- 念法寺
- 龍現寺

### 神社
- 八幡神社（顔戸）※顔戸八幡神社
- 白山神社（伏見）
- 日吉神社（比衣）

### 祭事
- 顔戸八幡神社祭礼 - 毎年10月に行われる。
- 御嵩町薬師祭礼[10] - 毎年4月の第1日曜日に願興寺で行われる。
- 願興寺「金の御朱印授与」- 毎月最終金曜日に開催。
- 鬼岩福鬼まつり
- よってりゃあ、みたけ - 毎年8月に行われる夏祭り。
- 宿の市 - 毎月第1日曜日に開催。

### 商業施設
- ラスパ御嵩 - 可児市との境界付近にあり、中心部からは離れている。
- バロー御嵩店

### 化石
- 1917年以前に御嵩町で発掘されていたカニサイと思われていた化石が、2016年に日本国内では初発見となる絶滅哺乳類のカリコテリウム科の化石であると判明した[11][12][13]

## 出身有名人
- 可児吉長 - 「笹の才蔵」の異名を持つ武将。幼少期を願興寺で過ごしたと伝わる。
- 田中比左良 - 画家。
- 原真澄 - 政治家・ジャーナリスト。衆議院議員。
- 渡辺幸伸 - 政治家・御嵩町長。
- 柳川喜郎 - ジャーナリスト・政治家。元御嵩町長。
- 桃井沙央理 - ローカルタレント。